# Super Tuesday 2008

24 staten hielden caususes of primary verkiezingen op Super Tuesday 2008.
Staten waar alleen de Democraten mochten stemmen (3)
Staten waar alleen de Republikeinen mochten stemmen (2)
Staten waar leden van beide partijen mochten stemmen (19)

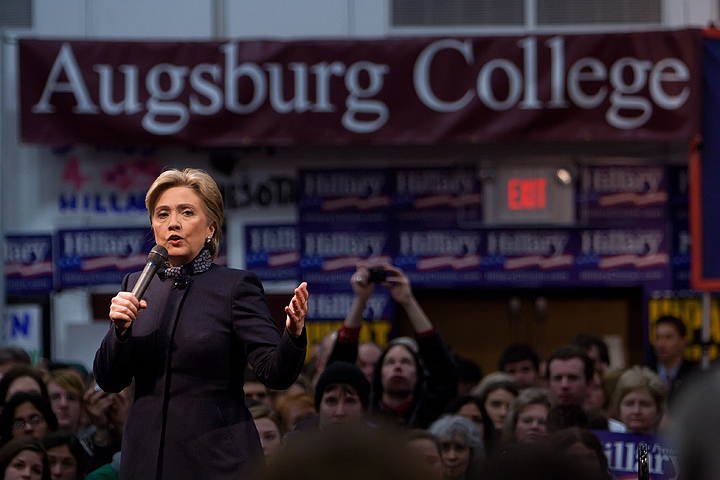
Hillary Clinton op campagne, twee dagen voor Super Tuesday

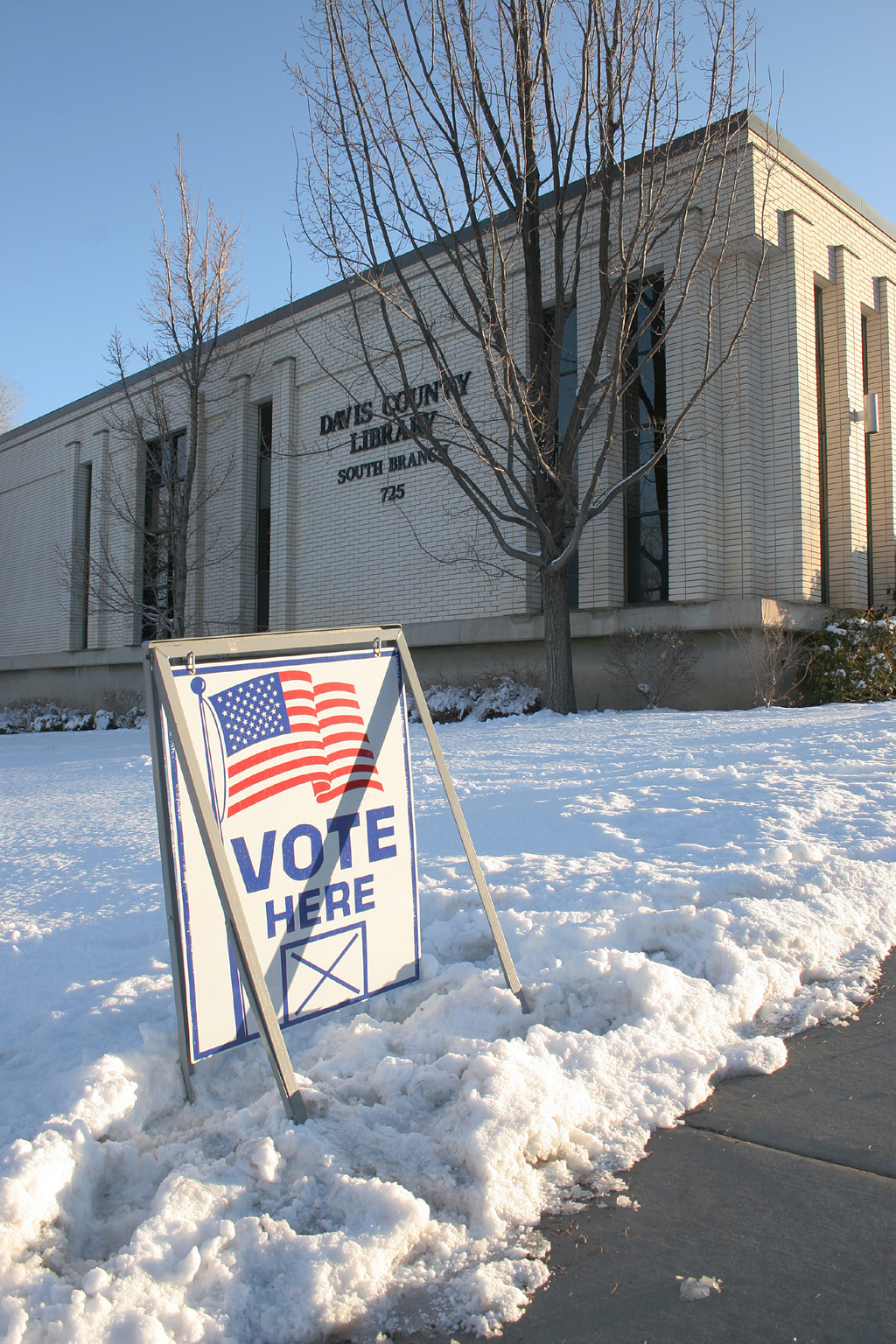
Een stembureau in de staat Utah

Op Super Tuesday werden op 5 februari 2008 voorverkiezingen gehouden in 24 staten in aanloop naar de Amerikaanse presidentsverkiezingen 2008. Meer dan de helft van de Amerikaanse bevolking kon op deze dag een stem uitbrengen.
Bij de Democraten wonnen Hillary Clinton en Barack Obama er ieder ongeveer hetzelfde aantal afgevaardigden bij, zodat geen van beiden een duidelijke voorsprong kreeg. Clinton won de grootste staten, namelijk Californië en New York, terwijl Obama de meeste staten won.
Bij de Republikeinen vergrootte John McCain zijn voorsprong op Mitt Romney, die teleurstellend presteerde met zeven staten. Opvallend waren de overwinningen van Mike Huckabee in vijf zuidelijke staten. McCain won zowel de grootste als de meeste (9) staten.

## Uitslagen
De Super Tuesday-winnaars waren:
|                | Democraten        | Republikeinen         |
| -------------- | ----------------- | --------------------- |
| Alabama        | Obama (56%)       | Huckabee (41%)        |
| American Samoa | Clinton (57%)     | McCain                |
| Alaska         | Obama (75%)       | Romney (44%)          |
| Arizona        | Clinton (51%)     | McCain (48%)          |
| Arkansas       | Clinton (70%)     | Huckabee (60%)        |
| Californië     | Clinton (52%)     | McCain (42%)          |
| Colorado       | Obama (67%)       | Romney (60%)          |
| Connecticut    | Obama (51%)       | McCain (52%)          |
| Delaware       | Obama (53%)       | McCain (45%)          |
| Georgia        | Obama (67%)       | Huckabee (34%)        |
| Idaho          | Obama (79%)       | Caucuses op 27 mei    |
| Illinois       | Obama (65%)       | McCain (47%)          |
| Kansas         | Obama (74%)       | Primary op 9 februari |
| Massachusetts  | Clinton (56%)     | Romney (51%)          |
| Minnesota      | Obama (67%)       | Romney (41%)          |
| Missouri       | Obama (49%)       | McCain (33%)          |
| Montana        | Obama (56%)       | Romney (38%)          |
| New Jersey     | Clinton (54%)     | McCain (55%)          |
| New Mexico     | Clinton (49%)     | Obama (?%)            |
| New York       | Clinton (57%)     | McCain (51%)          |
| North Dakota   | Obama (61%)       | Romney (36%)          |
| Oklahoma       | Clinton (55%)     | McCain (37%)          |
| Tennessee      | Clinton (54%)     | Huckabee (34%)        |
| Utah           | Obama (57%)       | Romney (90%)          |
| West Virginia  | Primary op 13 mei | Huckabee (52%)        |

Op 7 februari staakte Romney zijn campagne.

## Fotogalerij

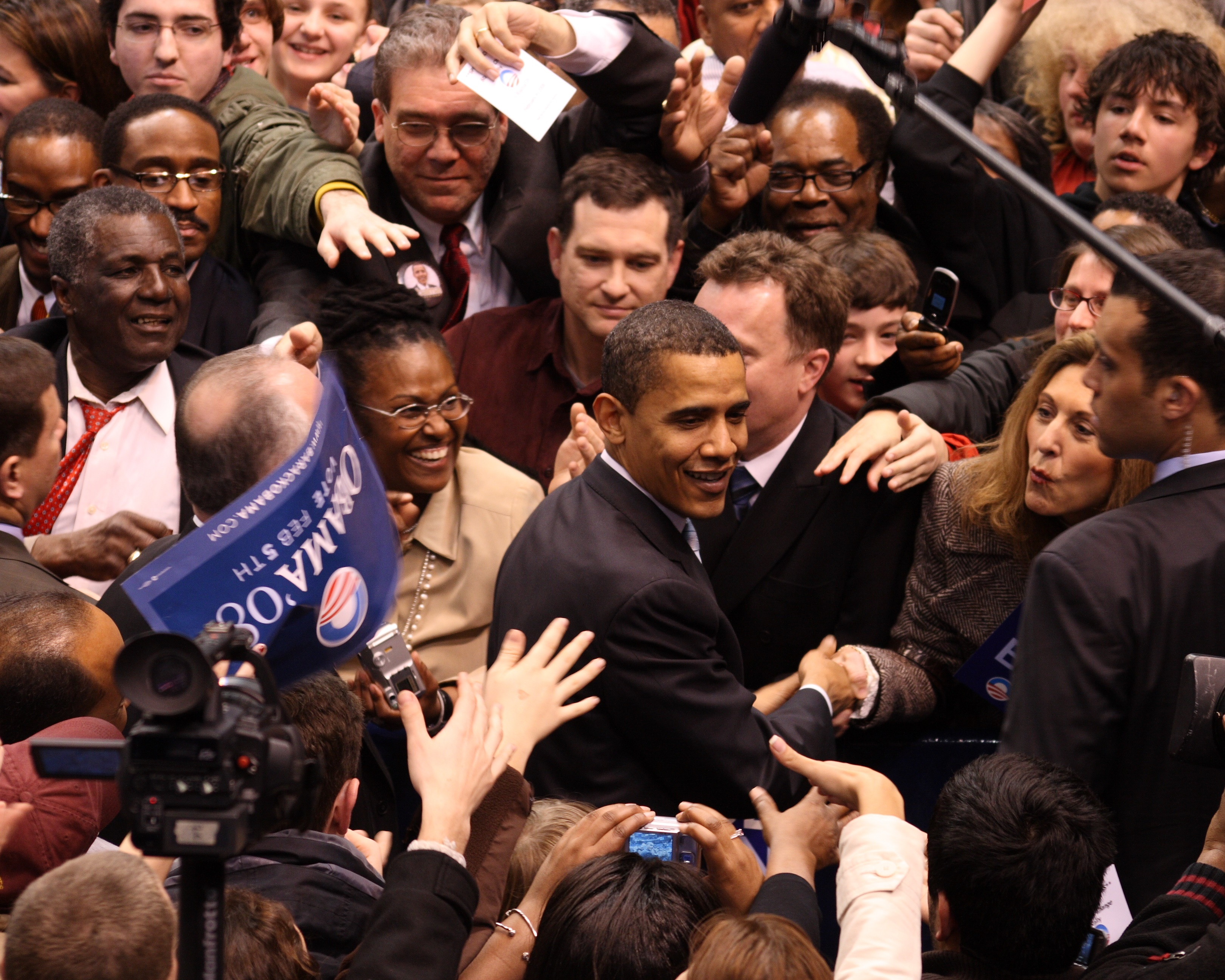
Barack Obama op campagne op 4 februari in Connecticut
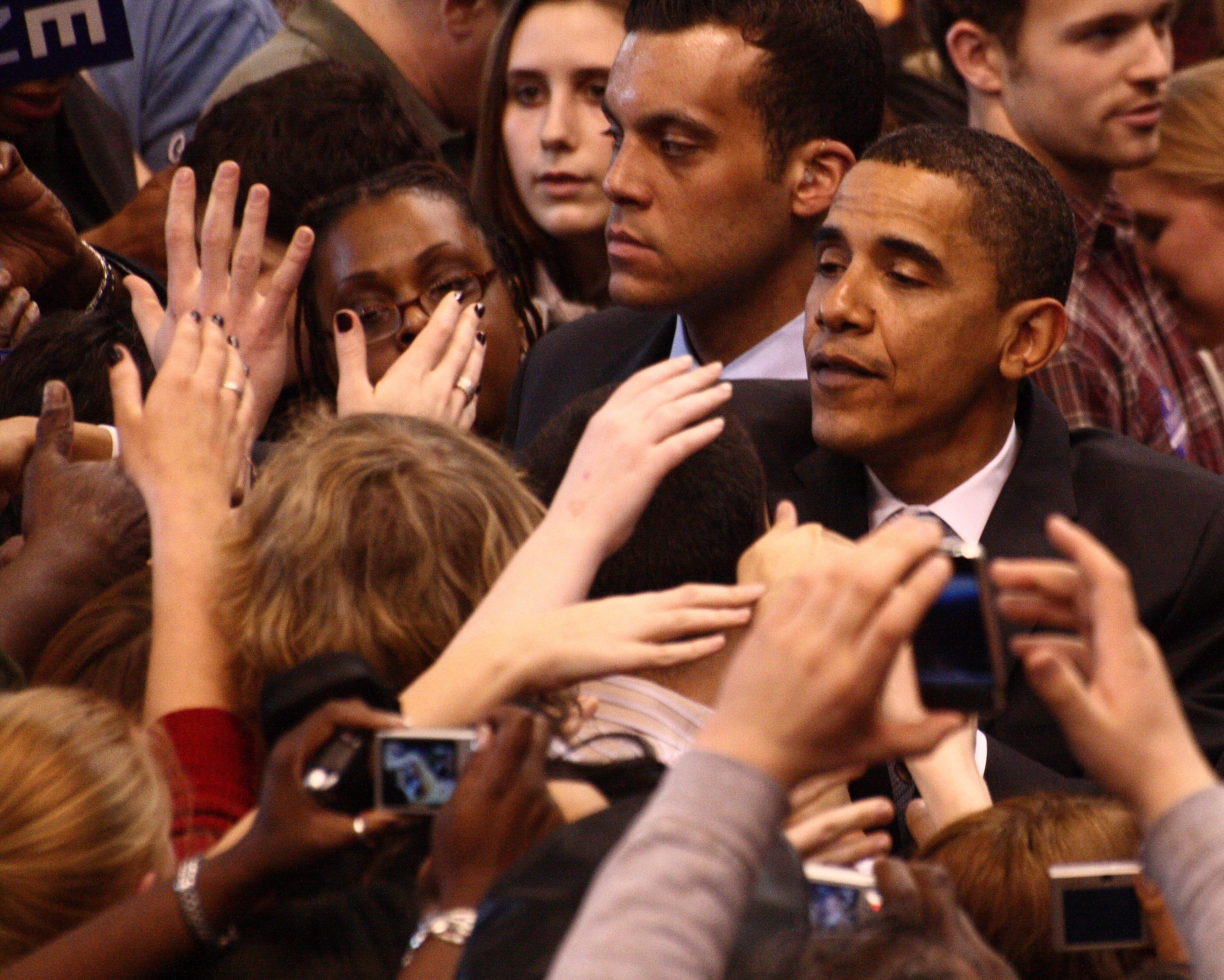
Barack Obama op campagne op 4 februari in Connecticut
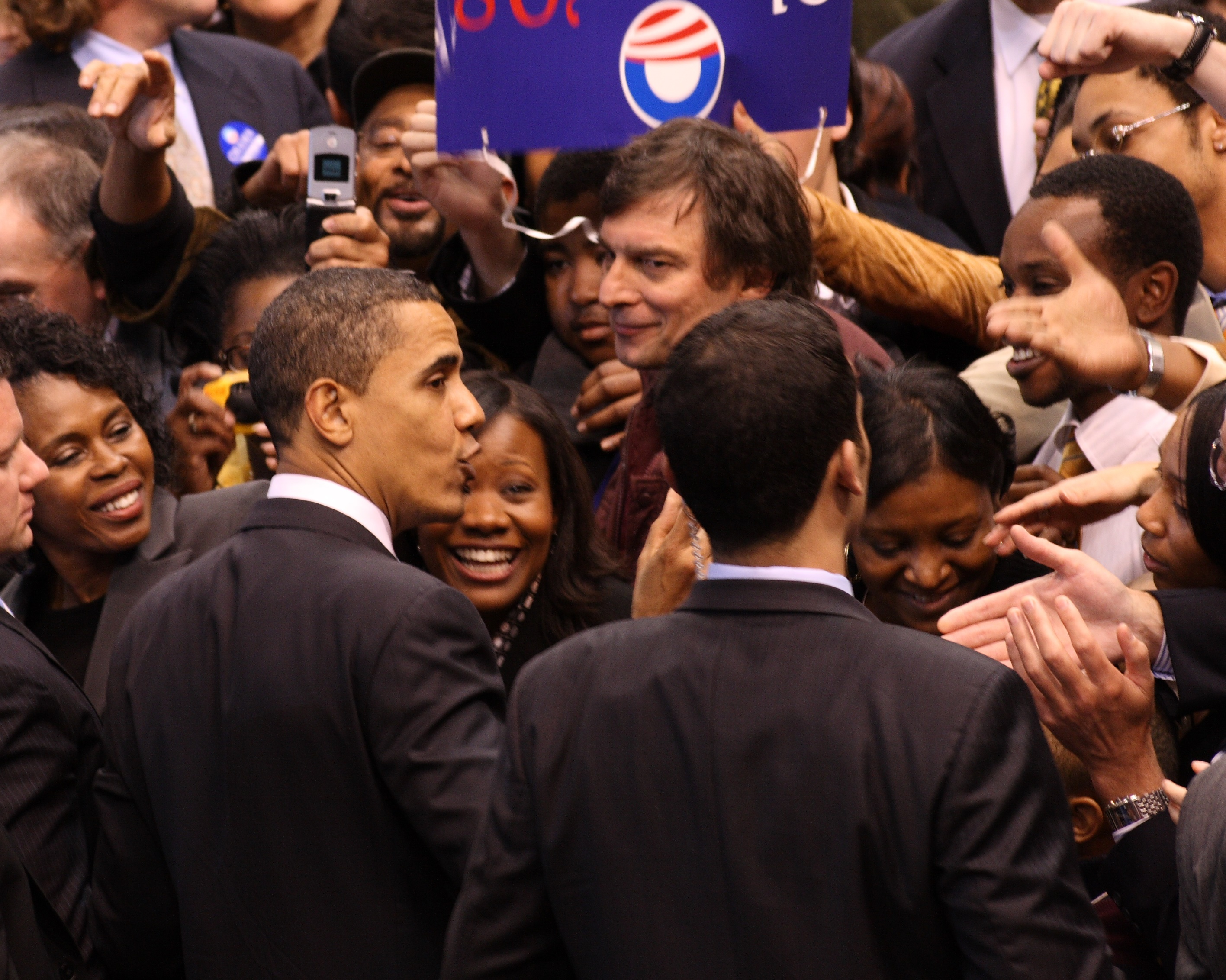
Barack Obama op campagne op 4 februari in Connecticut
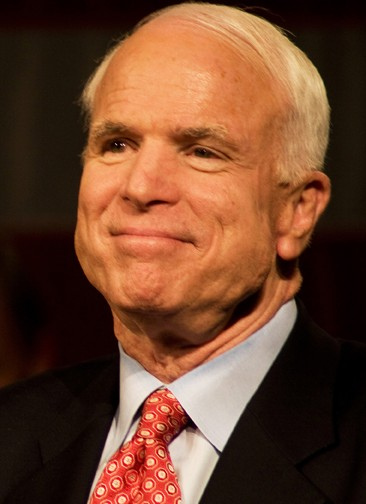
John McCain viert zijn overwinning op 5 februari